# Bella Sims
Arabella (Bella) Sims (25 mei 2005) is een Amerikaanse zwemster. Ze vertegenwoordigde haar vaderland op de Olympische Zomerspelen 2020 in Tokio.

## Carrière
Bij haar internationale debuut, tijdens de Olympische Zomerspelen van 2020 in Tokio, zwom Sims samen met Paige Madden, Katie McLaughlin en Brooke Forde in de series van de 4×200 meter vrije slag, in de finale veroverden Madden en McLaughlin samen met Allison Schmitt en Katie Ledecky de zilveren medaille. Voor haar aandeel in de series werd Sims beloond met de zilveren medaille.

## Internationale toernooien
| Jaar | Olympische Spelen                             | WK langebaan | WK kortebaan   | PanPacs | Pan-Amerikaanse Spelen |
| ---- | --------------------------------------------- | ------------ | -------------- | ------- | ---------------------- |
| 2021 | 4×200m vrije slag · Sims zwom enkel de series |              | 13-18 december |         |                        |

## Persoonlijke records
Bijgewerkt tot en met 19 juni 2021
Langebaan
| Afstand         | Tijd    | Datum        | Plaats |
| --------------- | ------- | ------------ | ------ |
| 200m vrije slag | 1.57,53 | 16 juni 2021 | Omaha  |
| 400m vrije slag | 4.09,18 | 19 juni 2021 | Omaha  |
| 800m vrije slag | 8.23,55 | 19 juni 2021 | Omaha  |